# كريمة سويد
كريمة سويد  (بالفرنسية: Karima Souid) (1971- ) هي سياسية تونسية فرنسية وعضوة المجلس الوطني التأسيسي عن حزب التكتل قبل انضمامها للمسار الديمقراطي الاجتماعي.

## النشأة والمسيرة
ولدت في فرنسا لأب ولأم تونسيين. توفي والدها عندما كان عمرها سنتان. ترشحت لانتخابات المجلس الوطني التأسيسي في 23 أكتوبر 2011 عن حزب التكتل عن دائرة فرنسا 2. وتحمل صويد الجنسيتين الفرنسية والتونسية.